# Marie Joseph Gazan
 (juillet 2019).
Si vous disposez d'ouvrages ou d'articles de référence ou si vous connaissez des sites web de qualité traitant du thème abordé ici, merci de compléter l'article en donnant les références utiles à sa vérifiabilité et en les liant à la section « Notes et références ».
Marie Joseph Gazan, né à Antibes le 23 mai 1785 mort le 11 juin 1849 à Paris, est un militaire français. 

## Biographie
Il avait débuté dans la carrière diplomatique comme attaché à la légation de Malle ; mais son goût prononcé pour les armes et l'exemple des généraux Vial et Gazan, ses parents le détournèrent bientôt de son premier choix et il entra, en 1804, à l'École spéciale de Fontainebleau, comme sous-lieutenant. Il servit en Autriche, en Prusse, en Pologne sous les généraux Bernadotte, Augereau et Victor, et reçut deux blessures graves à Iéna et à Eylau.
Passé en Espagne avec le corps de Victor il fut fait capitaine et légionnaire après la bataille de Talavera et de Reyna où un biscaïen lui avait fracassé le bras. Blessé une quatrième fois au combat de Chiclona en mars 1811, il accompagna le général Vial à l'armée d'Allemagne, en qualité de chef de bataillon aide-de-camp, reçut un éclat d'obus à la tête à la bataille de Dresde et eut son cheval tué sous lui par un boulet à l'attaque du village de Probo-Rheyda ; à la première journée de Leipzig sa conduite dans cette bataille lui mérita la croix de Saint-Louis (18 août 1819). 
Sous la Restauration ses graves blessures ne lui permettant pas un service actif, car il avait subi deux fois la douloureuse opération du trépan, le commandant obtint la lieutenance de l'île Sainte-Marguerite, et passa en 1821 à l'état-major de la place de Paris où il devint colonel. Nommé maréchal de camp le 31 décembre 1835, il remplaça l'année suivante le général Cubières dans le commandement des troupes françaises à Ancône, où régnait encore ce terrible fléau qui ne devait l'épargner alors que pour le frapper dix ans plus tard. 
À son retour en France en 1839, il fut employé dans le département de l'Eure, puis il commanda une brigade de la division hors Paris, où ses nouveaux services lui valurent le grade de lieutenant-général le 20 avril 1845. Appelé, à la fin de cette année, à la direction du personnel et des opérations militaires au ministère de la Guerre, le général Gazan se fit remarquer, autant par ses connaissances administratives, que par un caractère plein d'aménité dans ses relations avec les militaires et les fonctionnaires de tous grades et de toutes classes. Il est promu grand officier de la Légion d'honneur le 18 septembre 1847. Après la Révolution française de 1848 il quitta le ministère et demanda sa retraite en formant le vœu patriotique de pouvoir, en cas de guerre, reprendre un commandement actif, afin de consacrer à la République ce qui lui restait encore de force et de santé.
Il avait épousé en 1822 Virginie de Saint-Pierre, la fille de l'écrivain Jacques-Henri Bernardin de Saint-Pierre, auteur du roman Paul et Virginie.
Il est mort du choléra, à Paris, le 12 juin 1849, sans postérité et est inhumé au cimetière du Père-Lachaise (11e division).